# ناحیه ورنن، شهرستان هنکاک، ایندیانا
ناحیه ورنن، شهرستان هنکاک، ایندیانا (به انگلیسی: Vernon Township, Hancock County, Indiana) یک سکونتگاه مسکونی در ایالات متحده آمریکا است که در شهرستان هنکاک، ایندیانا واقع شده‌است.

## خصوصیات
ناحیه ورنن ۱۱٬۰۰۵ نفر جمعیت دارد و ۲۶۳ متر بالاتر از سطح دریا واقع شده‌است.